# Standerdmolen Mierlo
De Mierlose molen is een naamloze standerdmolen die zich bevindt aan de Dorpsstraat 147 te Mierlo.
De molen werd omstreeks 1640 gebouwd voor de heren van Mierlo. Ze bevond zich op de Molenheide en deed dienst als korenmolen. In de loop van de 19e eeuw kwam ze in handen van particulieren. In 1860 werd de molen verplaatst naar de Dorpsstraat en in 1992 werd ze naar de huidige locatie verplaatst: een grasveld midden in het dorp.
De molen was van 1956 tot 2020 eigendom van de gemeente en ze werd gerestaureerd in 1941 en 1970.
Sinds 2020 is zij eigendom van de Molenstichting Geldrop-Mierlo. 
Hoewel de molen maalvaardig is, is ze niet meer in gebruik voor het malen van consumptie. Wel is zij wekelijks open om alle facetten van een korenmolen te demonstreren.